# Nijmegen (stacja kolejowa)
Nijmegen – stacja kolejowa w Nijmegen, w prowincji Geldria, w Holandii. Stacja została otwarta w 1865.